# 幌延站
幌延站（日语：／ Horonobe eki */?）是位於北海道天鹽郡幌延町1条南1丁目的北海道旅客鐵道（JR北海道）宗谷本線沿線的車站，車站編碼為W72。
本車站亦是由留萌車站開始沿日本海行駛的羽幌線的終點站。此外，沿稚內方向的路軌為日本國有鐵道的宿舍。而特急列車「超級宗谷」、「佐呂別」亦會停靠本車站。

## 站名由來
車站名稱源自阿伊努語「poro-nup」或「poro-nutap」，意思為「大平原」。

## 車站構造
- 在羽幌線停用前是兩月台三乘車線的複式月台。
- 在羽幌線停用後變為相對式月台，兩月台兩乘車線。
- 員工配置站，設有綠窗口。
- 每天15:50至翌日7:50並沒有配置職員在車站。

## 歷史
- 1925年7月20日：日本國有鐵道之天鹽南線（→天鹽線→宗谷本線）的車站啟用。
- 1935年6月30日：天鹽線（→羽幌線）啟用。
- 1937年3月10日：設置稚內機務段幌延分區。
- 1956年4月1日：廢除稚內機務段幌延分區。
- 1960年代：站房開始動工。
- 1968年7月25日：設置補助貨櫃基地。
- 1973年2月1日：站房完工。發售紀念車票。
- 1984年2月1日：廢止貨物裝卸及取消行李托運服務。
- 1987年：
  - 3月30日 - 羽幌線停用。
  - 4月1日 - 日本國鐵分割民營化，幌延站劃歸由JR北海道繼承。

## 巴士路線
車站同意設置沿岸巴士幌延辦事處，處理不同類型的乘車卷及特急羽幌號的預售卷服務等。
- 幌延十字街站
  - 往旭川站前、留萌十字街、羽幌站
  - 往豐富站（經國道40號、豐富溫泉）
  - 往天鹽高校（天鹽高校上課日時行走）

## 車站周邊
- 國道40號、國道232號（日语：国道232号）
- 幌延町役場
- 天鹽警署（日语：天塩警察署）幌延分所
- 幌延郵局（日语：幌延郵便局）
- 稚内信用金庫（日语：稚内信用金庫）幌延分店
- 幌延町農業協同組合（JA幌延町）
- 雪印乳業幌延工廠
- 日本核循環發展研究所
- 金田心象書道美術館
- 名林公園
- 家之森森林公園
- 馴鹿農場旅遊
- Seicomart幌延店
- 幌富繞道幌延交匯處（IC）
- 天鹽川

## 相鄰車站
北海道旅客鐵道（JR北海道）
■宗谷本線
■特急「宗谷」、「佐呂別」
天鹽中川（W64） - 幌延（W72） - 豐富（W74）
■普通
糠南（W67）－（雄信內信號場）－幌延（W72）－下沼（W73）

### 曾經存在的路線
日本國有鐵道（國鐵）
羽幌線
作返－幌延

## 外部連結
- （日語）JR北海道 – 幌延站 （页面存档备份，存于）
- （日語）全驛參觀之旅 （页面存档备份，存于）